# Потосі (Техас)
Потосі (англ. Potosi) — переписна місцевість (CDP) в США, в окрузі Тейлор штату Техас. Населення — 3947 осіб (2020).

## Географія
Потосі розташоване за координатами 32°20′8″ пн. ш. 99°41′4″ зх. д. / 32.33556° пн. ш. 99.68444° зх. д. (32.335680, -99.684398).  За даними Бюро перепису населення США в 2010 році переписна місцевість мала площу 47,52 км², з яких 47,51 км² — суходіл та 0,01 км² — водойми.

## Демографія
Згідно з переписом 2010 року, у переписній місцевості мешкала 2991 особа в 1033 домогосподарствах у складі 897 родин. Густота населення становила 63 особи/км².  Було 1095 помешкань (23/км²).
Расовий склад населення:
| - 92,3 % — білих - 1,6 % — азіатів - 1,3 % — чорних або афроамериканців - 0,2 % — вихідців з тихоокеанських островів - 0,2 % — корінних американців - 1,1 % — осіб інших рас |

До двох чи більше рас належало 3,2 %. Частка іспаномовних становила 6,9 % від усіх жителів.
За віковим діапазоном населення розподілялося таким чином: 28,7 % — особи молодші 18 років, 60,3 % — особи у віці 18—64 років, 11,0 % — особи у віці 65 років та старші. Медіана віку мешканця становила 38,6 року. На 100 осіб жіночої статі у переписній місцевості припадало 96,4 чоловіків;  на 100 жінок у віці від 18 років та старших — 97,8 чоловіків також старших 18 років.
Середній дохід на одне домашнє господарство  становив 109 224 долари США (медіана — 76 458), а середній дохід на одну сім'ю — 112 974 долари (медіана — 86 765). За межею бідності перебувало 4,1 % осіб, у тому числі 0,0 % дітей у віці до 18 років та 10,6 % осіб у віці 65 років та старших.
Цивільне працевлаштоване населення становило 1302 особи. Основні галузі зайнятості: освіта, охорона здоров'я та соціальна допомога — 20,3 %, науковці, спеціалісти, менеджери — 14,0 %, транспорт — 9,6 %, роздрібна торгівля — 9,1 %.